# Сюргейстервен
Сюргейстервен (нід. Surhuisterveen) — село в нідерландській провінції Фрисландія. Входить до муніципалітету Ахткарспелен.
Його площа становить 7,58км², а населення станом на 2021 рік складало 6 050 осіб.
Перша згадка про населений пункт датується 1603 роком.

## Галерея

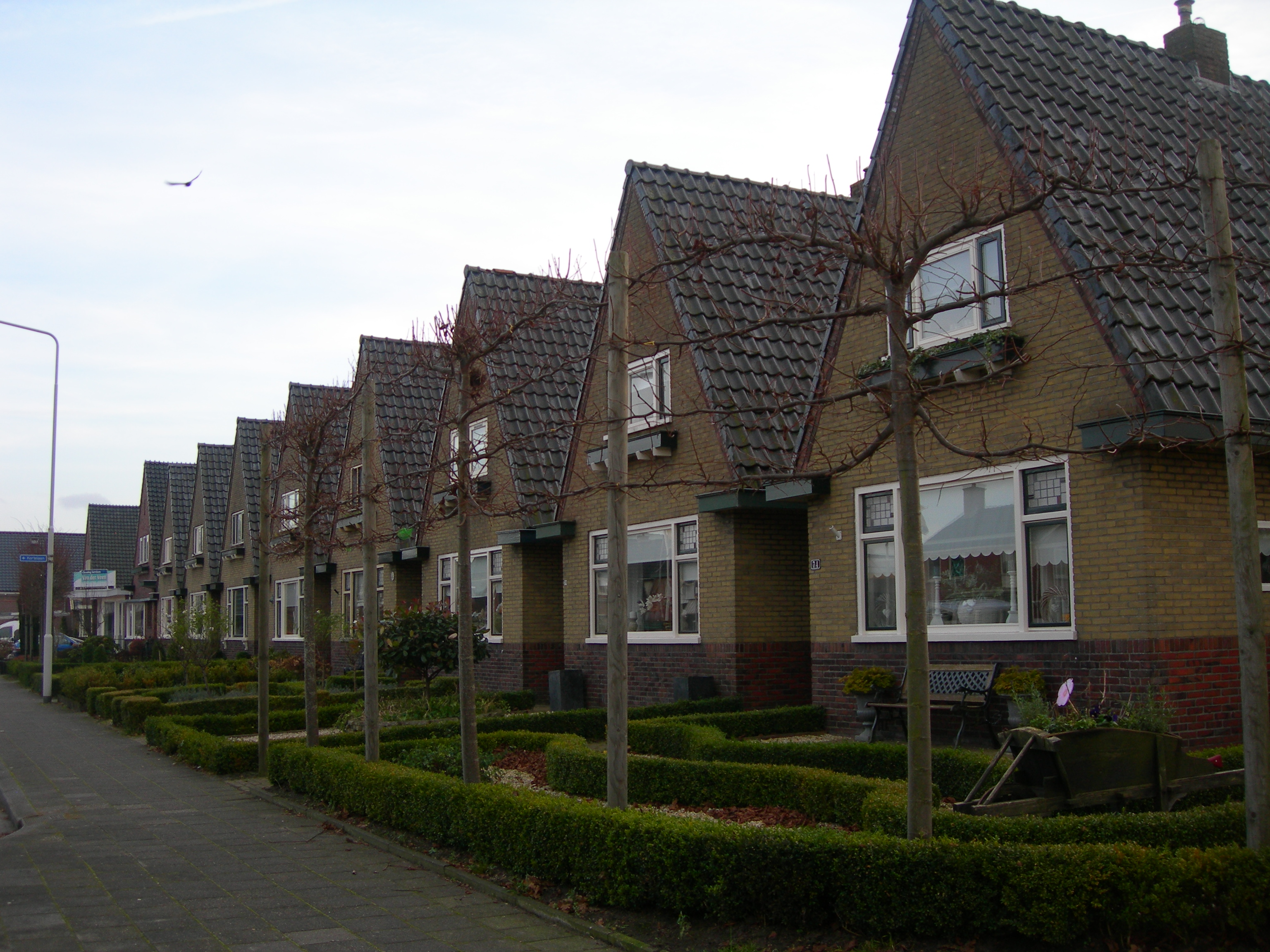
Сільська забудова
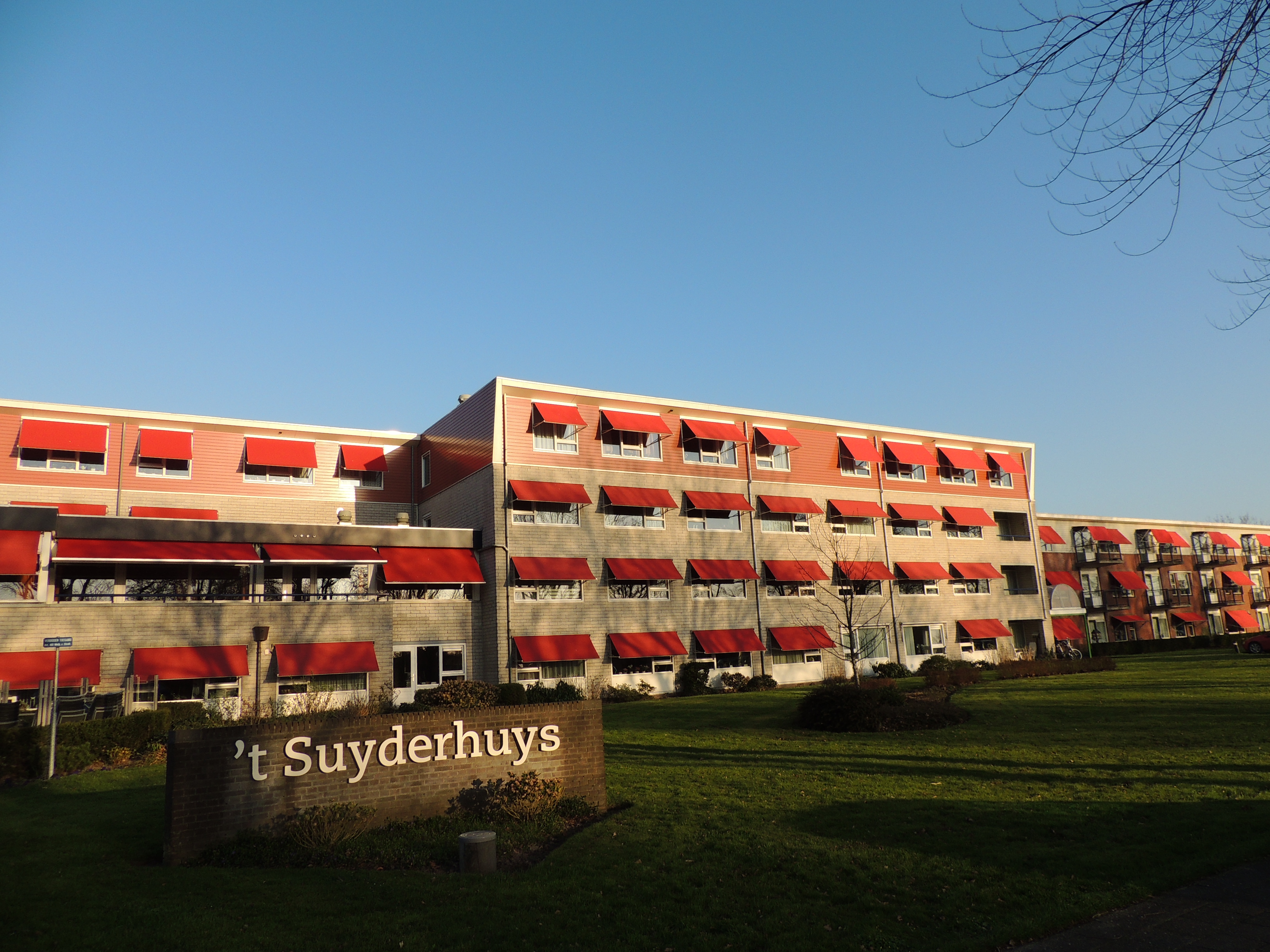
Багатоквартирний будинок
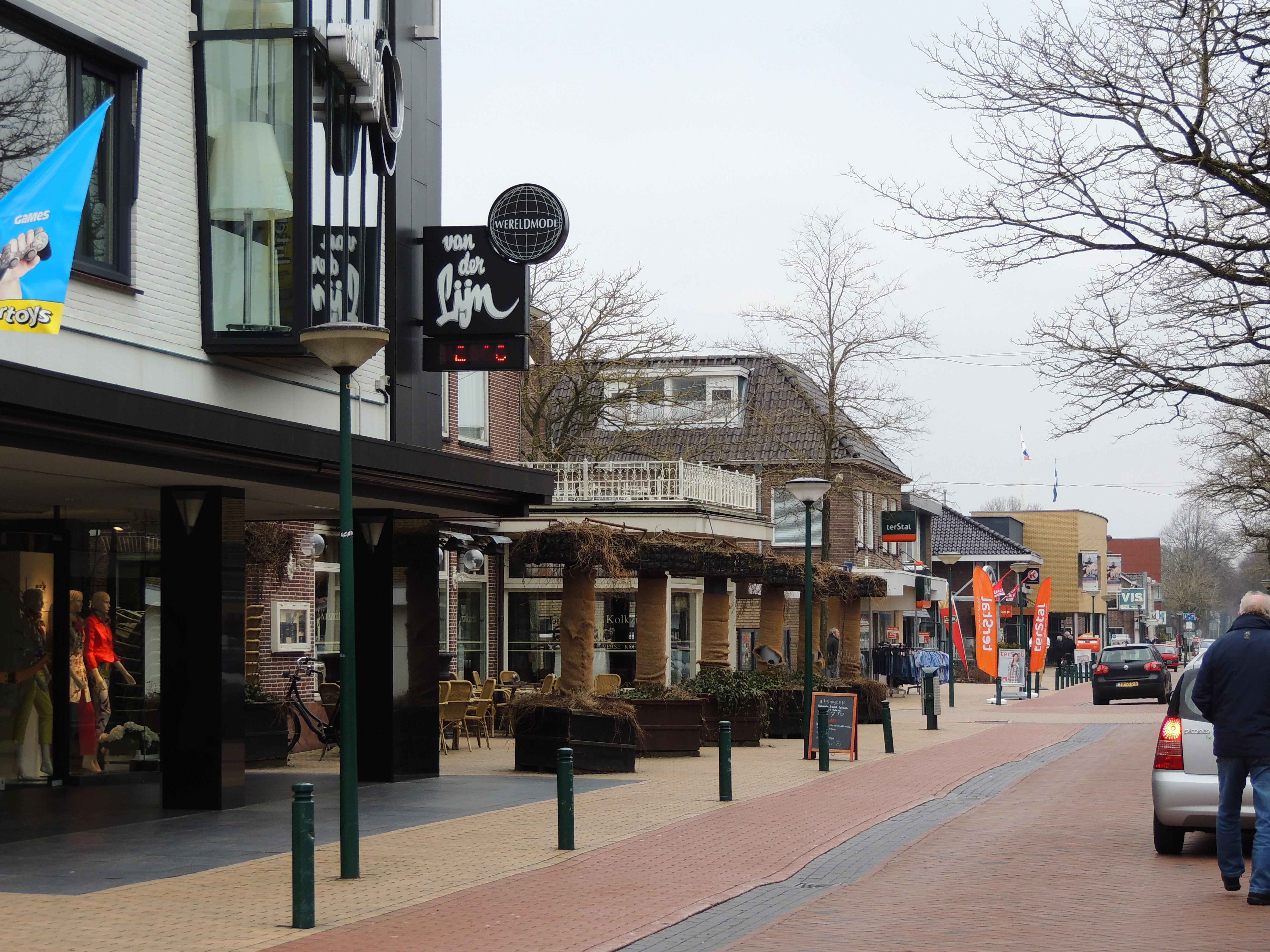
Центр села
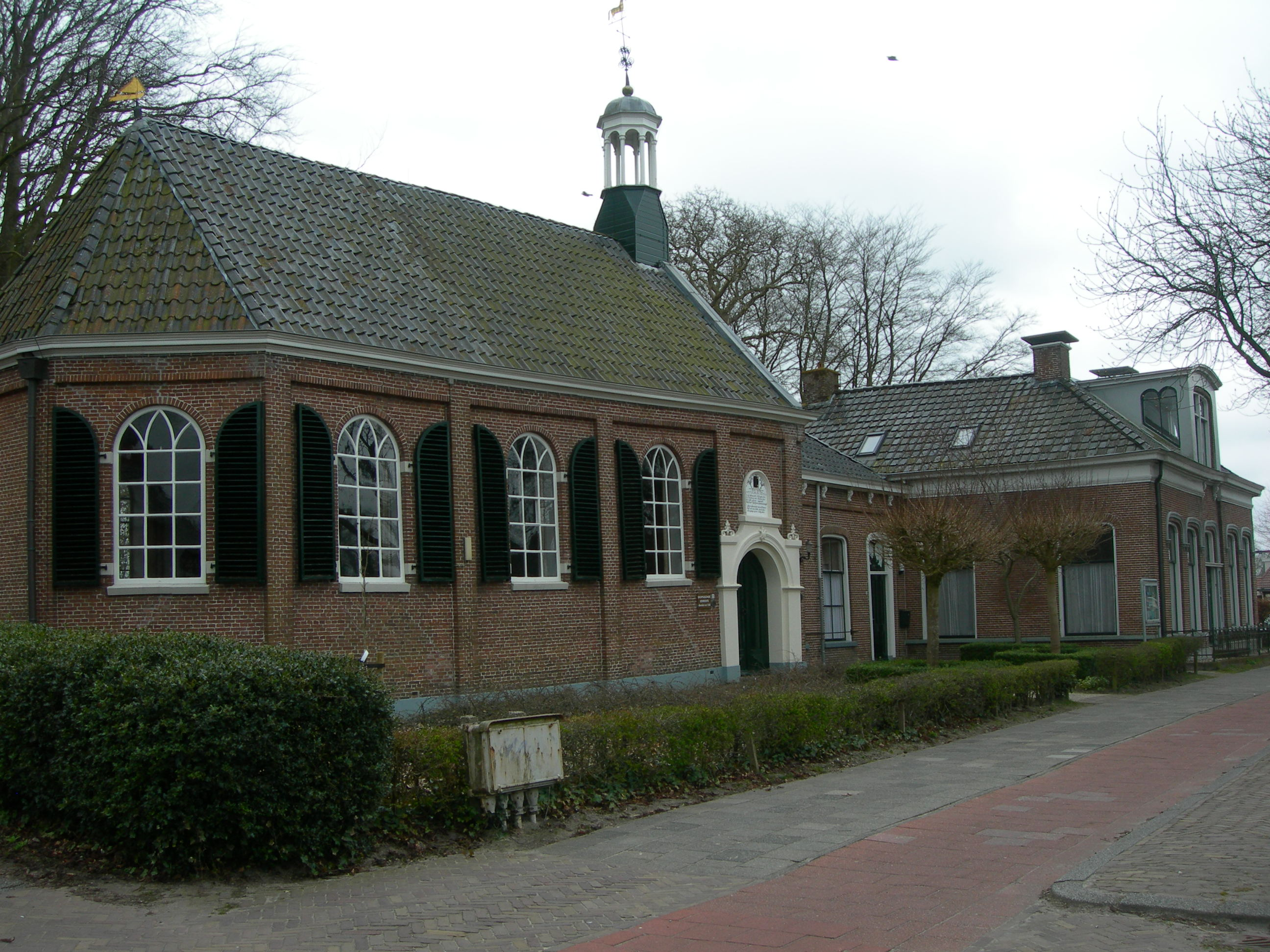
Менонітська церква
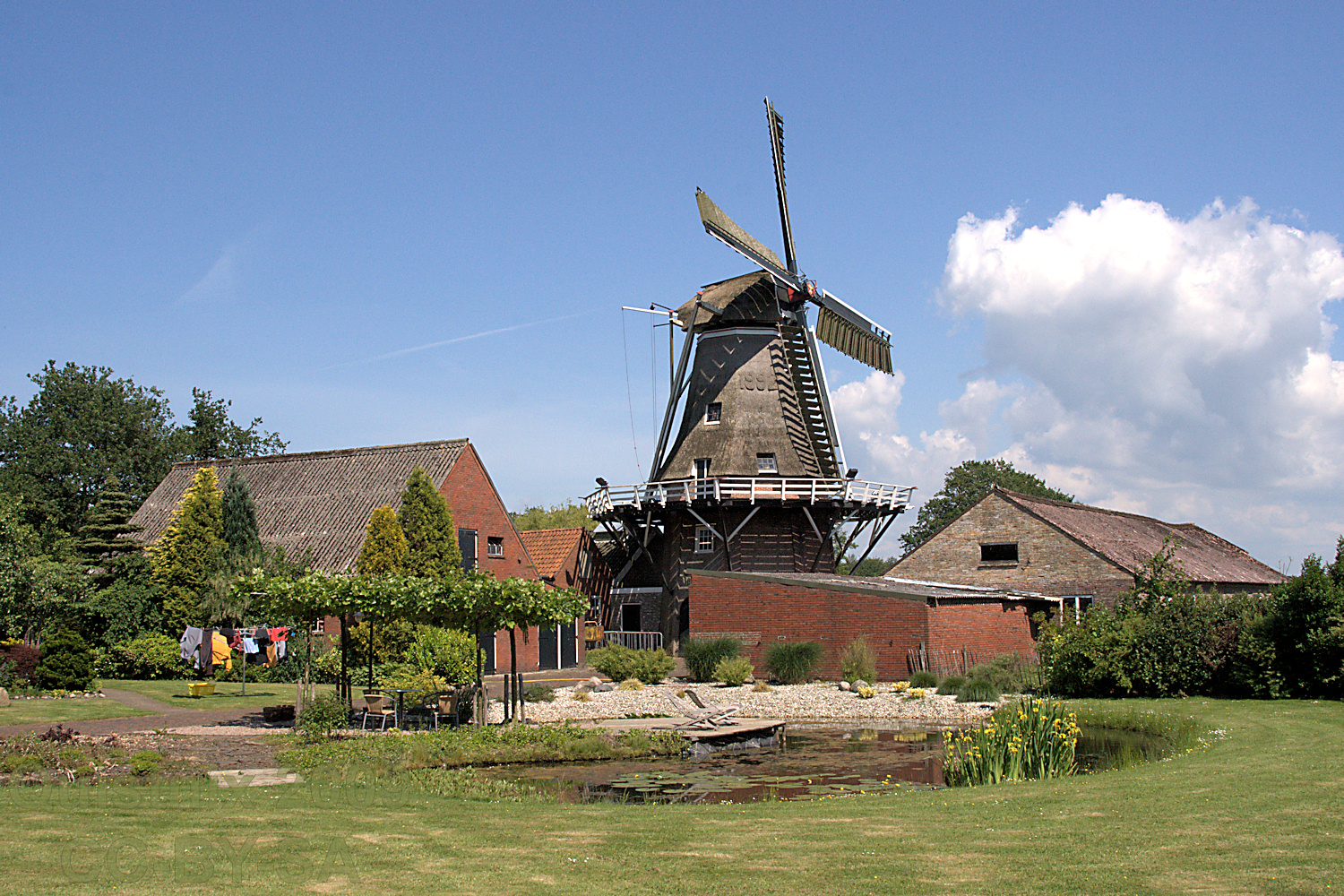
Вітряк Koartwald